# El joc de l'àngel
El joc de l'àngel (títol original: El juego del ángel) és una novel·la escrita per Carlos Ruiz Zafón publicada l'abril del 2008. Tracta d'un jove escriptor obsessionat amb un amor impossible, en la turbulenta Barcelona dels anys 20, que rep l'oferta d'un misteriós editor per escriure un llibre com cap altre que hagi existit mai, a canvi d'una fortuna i, potser, de molt més.

## Argument
La història narra la vida d'un escriptor, David Martín, que, malalt de càncer i de soledat, rep una oferta d'un misteriós editor, Andreas Corelli, que li retorna la salut a canvi que escrigui un llibre per a ell. La història, però, s'anirà embolicant i Martín acabarà renunciant a l'oferta de Corelli.